# Lieja-Bastogne-Lieja 1998
La Lieja-Bastogne-Lieja 1998 fou la 84a edició de la clàssica ciclista Lieja-Bastogne-Lieja. La cursa es va disputar el diumenge 19 d'abril de 1998, sobre un recorregut de 265,5 km, i era la quarta prova de la Copa del Món de ciclisme de 1998. L'italià Michele Bartoli (Asics-CGA) repetí la victòria de l'any anterior per davant del francès Laurent Jalabert (ONCE) i el també italià Rodolfo Massi (Casino), segon i tercer respectivament.

## Classificació general
|    | Ciclista                   | Equip                 | Temps      |
| -- | -------------------------- | --------------------- | ---------- |
| 1  | Michele Bartoli (ITA)      | Asics-CGA             | 6h 37' 29" |
| 2  | Laurent Jalabert (FRA)     | ONCE                  | + 1' 13"   |
| 3  | Rodolfo Massi (ITA)        | Casino                | + 1' 21"   |
| 4  | Francesco Casagrande (ITA) | Cofidis               | m. t.      |
| 5  | Michael Boogerd (NED)      | Rabobank              | m. t.      |
| 6  | Frank Vandenbroucke (BEL)  | Mapei-Bricobi         | + 1' 35"   |
| 7  | Andrea Peron (ITA)         | La Française des Jeux | + 1' 44"   |
| 8  | Mauro Gianetti (SUI)       | La Française des Jeux | + 1' 47"   |
| 9  | Maarten den Bakker (NED)   | Rabobank              | m. t.      |
| 10 | Laurent Dufaux (SUI)       | Festina-Lotus         | + 2' 04"   |